# Isaías Medina Angarita
Isaías Medina Angarita  (n.6 iulie 1897, San Cristobal, Venezuela - d. 15 septembrie 1953, Caracas, Venezuela) a fost un om politic, președintele Venezuelei în perioada 5 mai 1941-18 octombrie 1945. Angarita a fost destituit după o lovitură de stat. A suferit o comoție cerebrală în 1952, când se afla în exil la New York.